# Боли ме уво за све
Боли ме уво за све је Бренин девети по реду албум, снимљен за Сарајевску издавачку кућу „Дискотон“ 1990. године.
Упоредо са албумом појавио се и филм Хајде да се волимо 3 - удаје се Лепа Брена. Тада су је многи медији удавали, разводили, налазили силну децу, а она је њима одговорила овом комедијом у којој постоји лажна Брена која се удаје за богатог Босанца из Аустралије. У то време појавила се и барбика са Брениним ликом, Барби Брена.
За већину песама са албума урађени су видео-спотови (за неке песме и по два спота), а спот Казни га Боже урађен је по инсертима са једног од Брениних најпопуларнијих концерата, на стадиону Васил Левски у Софији, главном граду Бугарске. Спот за песму Тамба-Ламба Лепа Брена је снимила у Африци. Брена је тим албумом донела нешто ново, различито од ранијих албума и ранијих година. Албум прати и посебан имиџ (Брена се појављује у црној каубојској јакни са ресама и свира саксофон), а у споту Боли ме уво за све појављују се чак и Патак Дача и Душко Дугоушко који су певали са Бреном. У истом споту Брена рекламира и вокмен који тек што је изашао на jугословенско тржиште. На албуму има пуно симпатичних, шаљивих песама. И ове године је, поред многих других награда, Брена награђена Оскаром популарности за свој рад. Те вечери је пред пуним Сава центром отпевала песме Боли ме уво за све и Ево мога делије.
Све песме снимљене су у студију Лазе Ристовског у Београду. Менаџер и продуцент албума био је, Бренин пријатељ и кум, Рака Ђокић.

## Песме
На албуму се налазе следеће песме:
1. Боли ме уво за све 2,25 
(М. Чајић - М. Мандић / М. Чајић - Л. Ристовски)
2. Чик погоди 3,16
(Р. Крстић - М. Цветковић - Р. Крстић)
3. Хиљаду суза 3,23
(Р. Крстић - М. Цветковић - Р. Крстић)
4. Умирем ти ја 2,31
(Р. Крстић - М. Цветковић - Р. Крстић)
5. Тамба-Ламба 3,37
(Р. Крстић - М. Цветковић - Р. Крстић)
6. Казни га Боже 4,20
(Р. Крстић - М. Цветковић - Р. Крстић)
7. Биће белаја 3,48
(Д. Живковић - С. Балтић - Д. Живковић)
8. Поклони ми ноћ 3,34
(Р. Крстић - З. Матић - Р. Крстић)
9. Ево мога делије 3,33
(Р. Крстић - М. Васић - Р. Крстић)

## Сличности са другим песмама
Боли ме уво за све - Let's Dance (Крис Риа)